# Rafael Llopart
Rafael Llopart i Vidaud (ur. 6 października 1875 w Guantánamo, zm. 23 czerwca 1951 w Barcelonie) – hiszpański działacz sportowy.
Jego ojciec pochodził z Sitges i wyemigrował na Kubę, gdzie się wzbogacił. On sam posiadał ziemię w Hawanie. 29 czerwca 1915 został wybrany prezesem katalońskiego klubu piłkarskiego FC Barcelona. Jego poprzednikiem był Àlvar Presta. Podczas swojej prezesury Llopart zażegnał spory wewnątrz klubu. W tym czasie pierwszy zespół zdobył mistrzostwo Katalonii z kompletem zwycięstw. Podczas mistrzostw Hiszpanii doszło do kontrowersji z powodu meczu z Realem Madryt, który był powtarzany czterokrotnie. Podczas ostatniego spotkania piłkarze Barçy zeszli z boiska, czego powodem były stronnicze decyzje sędziego. Pomimo próśb działaczy o pozostanie w klubie złożył rezygnację ze stanowiska 25 czerwca 1916. Jego następcą został Joan Gamper.